# Onni Kasslin
Onni Olavi Kasslin (27 de fevereiro de 1927 — 9 de agosto de 2003) foi um ciclista olímpico finlandês. Representou sua nação nos Jogos Olímpicos de Verão de 1948 e 1952.